# مارتن سوتير
مارتن سوتير (بالإنجليزية: Martin Suter)‏ (و. 1948  م) هو كاتب سيناريو، وصحفي، وكاتب سويسري، ولد في زيورخ.

## وصلات خارجية
- مارتن سوتير على موقع IMDb (الإنجليزية)
- مارتن سوتير على موقع مونزينجر (الألمانية)
- مارتن سوتير على موقع ألو سيني (الفرنسية)
- مارتن سوتير على موقع ميوزك برينز (الإنجليزية)
- مارتن سوتير على موقع أول موفي (الإنجليزية)
- مارتن سوتير على موقع قاعدة بيانات الأفلام السويدية (السويدية)
- مارتن سوتير على موقع ديسكوغز (الإنجليزية)
- مارتن سوتير على موقع قاعدة بيانات الفيلم (الإنجليزية)
- مارتن سوتير على موقع كينوبويسك (الروسية)